# Europeiska unionens egna medel
Europeiska unionens egna medel är medel som Europeiska unionen tillhandahålls av sina medlemsstater för att finansiera unionens årliga budget. De egna medlen består av fyra olika kategorier av inkomster: traditionella egna medel (tull- och sockeravgifter), momsbaserade egna medel, egna medel baserade på plastförpackningsavfall och BNI-baserade egna medel. Därutöver finansieras en mindre del av unionens budget av övriga inkomster, till exempel skatt som anställda vid unionens institutioner betalar, avgifter för vissa tredjeländer som deltar i specifika delar av det europeiska samarbetet samt böter för företag som bryter mot unionens konkurrensregler.
Överföringen av de egna medlen till unionens institutioner sker enligt ett enhetligt system. Systemet fastställer dels de olika kategorierna av egna medel, dels taket för hur mycket medel unionen kan uppbära från sina medlemsstater som andel av deras samlade bruttonationalinkomst (BNI). Sedan den 1 januari 2021 uppgår detta tak till 1,40 procent av BNI, plus en tillfällig höjning på 0,60 procent av BNI fram till den 31 december 2058 för att täcka de skulder som uppstår till följd av finansieringen av återhämtningsinstrumentet för covid-19-pandemin.
Enligt unionens fördrag ska den årliga budgeten finansieras helt av egna medel, det är alltså inte tillåtet för unionen att budgetera ett underskott. Taket för de egna medlen sätter således en övre gräns för både inkomst- och utgiftssidan. I regel är den årliga budgeten dock mindre än vad taket tillåter, främst för att ta höjd för oförutsedda utgifter. Exempelvis uppgick 2021 års budget till 1,12 procent av BNI, en bra bit under taket på 1,40 procent av BNI.

## Historia
Enligt Romfördraget, som trädde i kraft den 1 januari 1958, skulle det europeiska samarbetet till en början finansieras av nationella bidrag från medlemsstaterna. Detta system skulle dock senare ersättas med ett system för egna medel, när väl medlemsstaternas företrädare med enhällighet beslutade så. Till skillnad från andra internationella organisationer skulle de europeiska gemenskaperna på så sätt finansieras av medel som gemenskaperna själva förfogade över, utan att de nationella myndigheterna skulle behöva fatta något aktivt beslut.
De första försöken till att ersätta de nationella bidragen med egna medel gjordes under 1960-talet. Tanken var att finansiera budgeten med tull- och jordbruksavgifter som uppbars inom ramen för gemenskapspolitiken. Förslaget försenades dock på grund av motstånd från Frankrike i samband med ”den tomma stolens kris”. Gemenskapernas stats- eller regeringschefer enades dock vid ett sammanträde den 1–2 december 1969 i Haag, Nederländerna, om att slutligen införa egna medel för att täcka samarbetets alla utgifter. Det formella beslutet antogs den 21 april 1970 av Europeiska gemenskapernas råd och trädde i kraft den 1 januari 1971. Eftersom tull- och jordbruksavgifterna inte var tillräckligt stora för att finansiera alla utgifter innefattade beslutet även en andra kategori av egna medel – momsbaserade egna medel. Införandet av det nya systemet var tänkt att ske gradvis fram till den 31 december 1974. På grund av svårigheter med harmoniseringen av momsskattebaserna i medlemsstaterna, vilka låg till grund för de momsbaserade egna medlen, försenades dock införandet av dessa egna medel till den 1 januari 1979. Först då kunde de tidigare nationella bidragen fasas ut helt.
Under 1980-talet genomgick systemet för egna medel flera reformer. Vid sitt sammanträde den 25–26 juni 1984 i Fontainebleau, Frankrike, enades Europeiska rådet om att bevilja Storbritannien en ”rabatt” på sin avgift till budgeten. Samtidigt växte utgifterna i budgeten, bland annat på grund av ökade kostnader till följd av Portugals och Spanien förestående anslutning till Europeiska gemenskaperna. De egna medlen från tull- och jordbruksavgifterna samt de momsbaserade egna medlen räckte inte längre till, vilket ledde till att rådet antog ett nytt beslut om systemet för egna medel den 7 maj 1985, då den enhetliga uttagssatsen för de momsbaserade egna medlen höjdes. Inte heller detta var dock tillräckligt för att möta de växande utgifterna och ytterligare ett nytt beslut antogs den 24 juni 1988, då en tredje kategori av egna medel i form av en BNI-baserad avgift infördes för att täcka alla budgetutgifter som inte täcktes av de övriga egna medlen. Samtidigt antogs en flerårig budgetram för att förbättra budgetdisciplinen.
Under 1990- och 2000-talet skedde ett antal mindre reformer av systemet för de egna medlen. De momsbaserade egna medlen minskades ned, vilket innebar att de BNI-baserade egna medlen växte som andel av inkomsterna. Ett nytt system för egna medel antogs den 7 juni 2007, vilket ersattes av ett annat system genom ett beslut den 26 maj 2014. Efter långa förhandlingar om den nya fleråriga budgetramen och återhämtningsinstrumentet för covid-19-pandemin enades Europeiska unionens råd om ett nytt system för egna medel den 14 december 2020. För första gången sedan 1988 infördes en ny kategori av egna medel – egna medel baserade på plastförpackningsavfall. Den 22 december 2021 presenterade Europeiska kommissionen ett förslag till ytterligare tre nya kategorier av egna medel baserade på utsläppshandelsysstemet (ETS-systemet), gränsjusteringsmekanismen för koldioxid (CBAM) och omfördelningen av beskattningsrätten av multinationella företags residualvinst enligt OECD:s/G20:s avtal. Förslaget, som först måste godkännas av rådet och därefter av medlemsstaterna i enlighet med deras respektive konstitutionella bestämmelser innan det träder i kraft, syftar till att ge nya inkomstkällor som kan finansiera återhämtningsinstrumentet för covid-19-pandemin och minska andelen BNI-baserade egna medel. Den 20 juni 2023 presenterade kommissionen ett uppdaterat förslag, som även innehöll ett förslag till en fjärde ny – tillfällig – kategori av egna medel kopplat till bolagssektorn. I juli 2023 möttes dock förslaget till de fyra nya kategorierna av egna medel av motstånd från de nationella regeringarna i Europeiska unionens råd.

## Fastställande av systemet för egna medel
Enligt fördraget om Europeiska unionens funktionssätt ska systemet för egna medel fastställas genom ett beslut av Europeiska unionens råd i enlighet med ett särskilt lagstiftningsförfarande efter samråd med Europaparlamentet. Rådet beslutar med enhällighet på förslag av Europeiska kommissionen. Efter att rådet har antagit sitt beslut måste det godkännas av medlemsstaterna i enlighet med deras respektive konstitutionella bestämmelser innan det kan träda i kraft. Detta innebär att unionens institutioner inte kan ändra unionens totala utgiftstak eller finansieringsmodellen för dess budget utan att alla medlemsstater godkänner det på ett sätt som liknar ratificeringsprocessen för fördragsändringar.
Beslutet om systemet för egna medel har ingen fastställd giltighetstid, utan gäller på obestämd tid till dess att ett nytt beslut antas. I praktiken löper beslutet dock över samma period som den fleråriga budgetramen, det vill säga sju år. Rådet kan även anta en förordning i enlighet med ett särskilt lagstiftningsförfarande efter godkännande av Europaparlamentet för att fastställa genomförandebestämmelser för systemet för egna medel.

## Taken för egna medel
En av de viktigaste delarna av systemet för egna medel är de uppsatta taken för hur stor andel av unionens samlade BNI som unionens årliga betalningsbemyndiganden (hur stora utgifter unionen kan ha under ett år) och åtagandebemyndigandena (hur stora ekonomiska åtaganden unionen kan ingå under ett år) får utgöra. Dessa tak ligger till grund för de betalnings- och åtagandebemyndiganden som tillåts enligt den fleråriga budgetramen. Skillnaden mellan taket för de egna medlen (betalningsbemyndiganden) och betalningsbemyndigandena i den fleråriga budgetramen kallas för ”marginalen för oförutsedda utgifter”.
I enlighet med rådsbesluten om systemet för egna medel har de angivna taken i vissa fall anpassats av Europeiska kommissionen till följd av ändringar i beräknandet av BNI enligt det europeiska national- och regionalräkenskapssystemet (ENS).
|  | Tak för finansiering av unionens budget |

|  | Tak för finansiering av unionens återhämtningsinstrument för covid-19-pandemin |

## Olika kategorier av egna medel
Det finns fyra olika kategorier av egna medel: BNI-baserade egna medel, momsbaserade egna medel, traditionella egna medel och egna medel baserade på plastförpackningsavfall. De momsbaserade egna medlen infördes i samband med inrättandet av systemet för egna medel för att täcka de utgifter som inte kunde täckas med de traditionella egna medlen. Under slutet av 1980-talet infördes även BNI-baserade egna medel, som gradvis har ökat i betydelse på framför allt de momsbaserade egna medlens bekostnad. Sedan den 1 januari 2021 finns det även en fjärde kategori av egna medel i form av egna medel baserade på plastförpackningsavfall. 
|  | Nationella bidrag |

|  | BNI-baserade egna medel |

|  | Momsbaserade egna medel |

|  | Traditionella egna medel (tull- och sockeravgifter) |

|  | Egna medel baserade på plastförpackningsavfall |

|  | Övriga inkomster, inklusive överskott från föregående år och diverse justeringar (till exempel den brittiska rabatten) |

### Traditionella egna medel
Traditionella egna medel är benämningen på de egna medel som genereras direkt genom Europeiska unionens egen politik och som fördragen ursprungligen förutsåg skulle finansiera hela budgeten. De traditionella egna medlen innefattar
- tullavgifter enligt den gemensamma tulltaxan och andra avgifter som fastställts av unionens institutioner för handel med tredjeländer, och
- tullavgifter på produkter som omfattades av det tidigare Parisfördraget.

Fram till den 1 oktober 2017 innefattade de traditionella egna medlen även
- sockeravgifter som tas ut på sockerproduktion i enlighet med den gemensamma jordbrukspolitiken.

Tidigare gjordes åtskillnad mellan tullavgifter enligt den gemensamma tulltaxan och jordbruksavgifter som togs ut på importerade jordbruksprodukter inom ramen för den gemensamma jordbrukspolitiken. Sedan de multilaterala handelsavtalen överfördes till europeisk nivå på 1990-talet räknas dock båda dessa typer av avgifter som tullavgifter.
De första jordbruksavgifterna infördes i samband med att den gemensamma jordbrukspolitiken inrättades den 30 juli 1962, medan de första gemensamma tullavgifterna infördes genom inrättandet av tullunionen den 1 juli 1968. Till en början tillföll dock dessa avgifter medlemsstaterna själva och inte Europeiska gemenskaperna. Genom inrättandet av systemet för egna medel blev jordbruksavgifterna en del av gemenskapernas egna medel den 1 januari 1971, medan tullavgifterna blev en del av de egna medlen gradvis mellan den 1 januari 1971 och den 31 december 1974. Den 1 januari 1988 blev även tullavgifter på produkter som omfattades av det tidigare Parisfördraget en del av gemenskapernas egna medel. Sockeravgifterna avskaffades den 1 oktober 2017 och upphörde då som inkomstkälla.
Precis som för andra kategorier av egna medel ansvarar medlemsstaterna för uppbörden av de traditionella egna medlen. Som ersättning för de administrativa kostnaderna för uppbörden får medlemsstaterna behålla en bestämd procentsats av medlen. Denna andel uppgick till 10 procent under perioden 1971–2000, 25 procent under perioden 2001–2013 och 20 procent under perioden 2014–2020. För perioden 2021–2027 uppgår andelen åter till 25 procent. Europeiska kommissionen ansvarar för att, i kontakt med de nationella förvaltningarna, säkerställa att insamlingen av de traditionella medlen görs i enlighet med unionsrättens bestämmelser. Eventuella förluster till följd av administrativa fel på nationell nivå får ansvarig medlemsstat själv stå för.

### Momsbaserade egna medel
De momsbaserade egna medlen utgörs av momsmedel som fastställs enligt en bestämd enhetlig procentsats av medlemsstaternas harmoniserade mervärdesskattebas. Denna beräknas som det totala belopp mervärdesskatteintäkter som uppbärs från alla beskattningsbara leveranser dividerat med den viktade genomsnittliga mervärdesskattesats som beräknats för det relevanta kalenderåret i enlighet med unionsrättens bestämmelser. Den beskattningsbara mervärdesskattebasen för en medlemsstat får dock inte överstiga 50 procent av dess bruttonationalinkomst.
De momsbaserade egna medlen infördes eftersom de traditionella egna medlen inte räckte till för att täcka alla utgifter i budgeten. Dess införande fördröjdes dock fram till den 1 januari 1979 på grund av avsaknaden av ett regelverk för hur de momsbaserade egna medlen skulle beräknas. Den slutliga enhetliga ordningen för uppbörden av de momsbaserade egna medlen antogs genom en förordning den 29 maj 1989, med retroaktiv tillämpning från och med den 1 januari 1989.
Den enhetliga procentsatsen som ligger till grund för de momsbaserade egna medlen har varierat över tiden. I det ursprungliga beslutet från 1970 uppgick den till 1 procent. Mot bakgrund av de ökade utgifterna under 1980-talet, bland annat på grund av Portugals och Spaniens anslutning till gemenskaperna, höjdes denna sats till 1,4 procent den 1 januari 1988. Samtidigt infördes ett tak på 55 procent för hur stor andel den harmoniserade mervärdesskattebas som mest fick utgöra av en medlemsstats BNI. 1995 sänktes taket till 50 procent för de medlemsstaters vars bruttonationalprodukt understeg 90 procent av unionens genomsnitt. Under senare delen av 1990-talet fasades denna bestämmelse ut och ersattes av ett tak på 50 procent för alla medlemsstater.
Under 1990- och 2000-talet ersattes de momsbaserade egna medlen gradvis av BNI-baserade egna medel. Till följd av detta har den enhetliga procentsatsen sänkts. Mellan 1995 och 1999 sänktes den gradvis tillbaka till 1 procent för att sedan sänkas till 0,5 procent under 2000 och 0,3 procent under 2007. Sedan dess har den legat kvar på 0,3 procent.

### BNI-baserade egna medel
De BNI-baserade egna medlen är medel som varje medlemsstat ställer till unionens förfogande baserat på sin bruttonationalinkomst (BNI). Det innebär att medlemsstater med en hög ekonomisk levnadsstandard bidrar med mer pengar än medlemsstater med en låg ekonomisk levnadsstandard. Procentsatsen bestäms så att de BNI-baserade egna medlen täcker alla unionens utgifter som inte täckas av andra egna medel. På så sätt garanteras att unionens budget alltid är i balans. De BNI-baserade egna medlen bestäms utifrån statistik från det europeiska national- och regionalräkenskapssystemet (ENS).
De BNI-baserade egna medlen infördes 1988 eftersom de traditionella egna medlen och de momsbaserade egna medlen inte räckte till för att täcka alla utgifter. Sedan slutet av 1990-talet har de BNI-baserade egna medlen gått om de momsbaserade egna medlen som den största inkomstkällan till unionens budget.

### Egna medel baserade på plastförpackningsavfall
Genom 2020 års beslut om systemet för egna medel infördes en fjärde kategori av egna medel i form av en enhetlig uttagssats på plastförpackningsavfall som inte materialåtervinns. Den enhetliga uttagssatsen uppgår till 0,80 euro per kilogram plastförpackningsavfall. Europeiska unionens råd antog en förordning i april 2021 som specificerar beräkningen av egna medel baserade på plastförpackningsavfall som inte materialåtervinns. Beräkningen baserar sig på direktivet om förpackningar och förpackningsavfall (direktiv 94/62/EEG) och kommissionens tillhörande genomförandebeslut (EU) 2019/665.

### Övriga inkomster
Utöver de egna medlen kommer en mindre andel av budgetens inkomster från bland annat skatt som anställda vid unionens institutioner betalar, avgifter för vissa tredjeländer som deltar i specifika delar av det europeiska samarbetet samt böter för företag som bryter mot unionens konkurrensregler. Eventuellt överskott från föregående budgetår räknas vanligtvis också in som en inkomst för nästföljande budgetår.

## Korrigeringsmekanismer (”rabatter”)
Trots att systemet för egna medel är tänkt att vara byggt på enhetliga procentsatser som är lika för alla medlemsstater har vissa medlemsstater förhandlat sig till rabatter som reducerar deras avgifter till unionens egna medel. Detta är en konsekvens av att vissa medlemsstater har ansetts ha haft en alltför stor budgetbörda. Den första rabatten infördes 1984 efter krav från den brittiska regeringen. Rabatterna finansieras av ökade avgifter för resterande medlemsstater. Till skillnad från övriga delar av besluten om systemet för egna medel är de flesta rabatter tidsbegränsade.

### Storbritanniens rabatt
Efter krav från den brittiska regeringen, som ansåg att Storbritannien bidrog oproportionerligt mycket till gemenskapsbudgeten i förhållande till vad den fick tillbaka inom till exempel ramen för den gemensamma jordbrukspolitiken, enades Europeiska rådet vid sitt sammanträde den 25–26 juni 1984 i Fontainebleau, Frankrike, om att bevilja Storbritannien en ”rabatt” på sin avgift till budgeten motsvarande 66 procent av det brittiska nettotillskottet. Rabatten uppgick till ungefär 20 procent av den brittiska avgiften. Rabatten försvann i samband med Storbritanniens utträde ur Europeiska unionen den 1 februari 2020, men flera andra rabatter som andra medlemsstater beviljades i spåren av den brittiska rabatten finns fortfarande kvar.

### Momsbaserade rabatter
Till följd av den brittiska rabatten beviljades Västtyskland en rabatt på de momsbaserade egna medlen. Denna rabatt utvidgades senare till att gälla flera andra medlemsstater. I 2014 års beslut om systemet för egna medel åtnjöt Nederländerna, Sverige och Tyskland en momsbaserad rabatt under perioden 2014–2020 som innebar att deras momsbaserade avgifter var 0,15 procent av mervärdesskattebasen, det vill säga hälften av den avgift som skulle ha gällt enligt den enhetliga procentsatsen.
I 2020 års beslut om systemet för egna medel är de momsbaserade rabatterna helt borttagna, men i viss utsträckning ersatta av större BNI-baserade rabatter.

### BNI-baserade rabatter
I 2014 års beslut om systemet för egna medel åtnjöt Danmark, Nederländerna och Sverige en rabatt under perioden 2014–2020 på sina BNI-avgifter. Danmark, Nederländerna och Sverige hade i 2011 års priser en rabatt på 130 miljoner euro, 695 miljoner euro respektive 185 miljoner euro. Även Österrike åtnjöt under perioden 2014–2016 en rabatt på sin BNI-avgift. Denna rabatt uppgick i 2011 års priser till 30 miljoner euro under 2014, 20 miljoner euro under 2015 och 10 miljoner euro under 2016.
I 2020 års beslut om systemet för egna medel åtnjuter Danmark, Nederländerna, Sverige, Tyskland och Österrike BNI-baserade rabatter i 2020 års priser på 377 miljoner euro, 1 921 miljoner euro, 1 069 miljoner euro, 3 671 miljoner euro respektive 565 miljoner euro under perioden 2021–2027. Rabatterna finansieras av alla medlemsstater.

### Rabatter baserade på plastförpackningsavfall
I 2020 års beslut om systemet för egna medel åtnjuter följande medlemsstater en årlig rabatt på den enhetliga uttagssatsen för plastförpackningsavfall i löpande priser: Bulgarien (22 miljoner euro), Cypern (3 miljoner euro), Estland (4 miljoner euro), Grekland (33 miljoner euro), Italien (184,0480 miljoner euro), Kroatien (13 miljoner euro), Lettland (6 miljoner euro), Litauen (9 miljoner euro), Malta (1,4159 miljoner euro), Polen (117 miljoner euro), Portugal (31,3220 miljoner euro), Rumänien (60 miljoner euro), Slovakien (17 miljoner euro), Slovenien (6,2797 miljoner euro), Spanien (142 miljoner euro), Tjeckien (32,1876 miljoner euro) och Ungern (30 miljoner euro).

### Korrigeringar med hänsyn till undantagsklausuler
Smärre justeringar av avgifterna till unionens budget görs årligen med hänsyn till dels vissa medlemsstaters icke-deltagande i de fördjupade samarbetena, dels vissa medlemsstaters undantagsklausuler. En minimal justering görs av Danmarks och Irlands avgifter till unionens budget med hänsyn till deras undantagsklausuler på området med frihet, säkerhet och rättvisa (som innebär att de helt eller delvis står utanför denna del av det europeiska samarbetet). Justeringar görs även för de fördjupade samarbetena, som endast vissa medlemsstater deltar i. I dessa fall bärs andra utgifter än de förvaltningskostnader som unionens institutioner åsamkas för genomförandet av ett fördjupat samarbete av de deltagande medlemsstaterna, såvida inte Europeiska unionens råd med enhällighet beslutar något annat.

## Återhämtningsinstrumentet för covid-19-pandemin
Mot bakgrund av covid-19-pandemin innefattade 2020 års beslut om systemet för egna medel en exceptionell och tillfällig finansiering av ett särskilt återhämtningsinstrument. Genom beslutet tillåts Europeiska kommissionen att låna upp till 750 miljarder euro (i 2018 års priser) på kapitalmarknaderna för att finansiera 390 miljarder i utgifter och 360 miljarder i lån för åtgärder som syftar till att motverka de negativa effekterna av covid-19-pandemin. Återbetalningen av de medel som finansierar utgifterna kommer att belasta unionens årliga budget med start 2026. Senast den 31 december 2058 ska alla skulder som uppstått till följd av återhämtningsinstrumentet vara återbetalda.
För att täcka unionens samtliga skulder på grund av återhämtningsinstrumentet innefattar beslutet även en tillfällig höjning av taken för unionens egna medel med 0,6 procentenheter till dess att inga av dessa skulder kvarstår, dock senast den 31 december 2058. Den tillfälliga höjningen av taken får inte användas för att täcka unionens övriga skulder.

## Inbetalning
Det är medlemsstaterna som ansvarar för uppbörden av unionens egna medel. Dessa medel överförs sedan till ett konto kallat ”egna medel” som Europeiska kommissionen har öppnat vid de nationella centralbankerna eller motsvarande, till exempel Riksgäldskontoret i Sveriges fall. De traditionella egna medlen överförs varje månad i den takt de uppbärs, med två månaders fördröjning efter att fordringen har fastställts. De moms- och BNI-baserade egna medlen betalas in den första arbetsdagen varje månad jämnt fördelat över hela året. Vid förseningar i överföringen av de egna medlen till unionen måste ansvarig medlemsstat betala ränta på beloppet. De exakta villkoren för överföringen av de egna medlen och de tillhörande kontroll- och övervakningsåtgärderna för detta återfinns i två olika förordningar som Europeiska unionens råd har antagit.